# Laterna magika II
Pour plus de détails, voir Fiche technique et Distribution.

Laterna magika II est un court métrage documentaire tchécoslovaque réalisé par huit réalisateurs tchécoslovaques, sorti en 1958.
Le film a été conçu afin d'être présenté au pavillon tchécoslovaque lors de l'Exposition universelle de Bruxelles de 1958, connue sous le nom de 'Expo 58.

## Sujet
Huit metteurs en scène tchécoslovaques filment un spectacle chorégraphié créé par le réalisateur Alfréd Radok et le scénographe Josef Svoboda. Cette performance, la Laterna magika, est composée d'une douzaine de scènes.

## Fiche technique
- Titre : Laterna magika II
- Titre original : Laterna magika 2
- Réalisation et scénario : Miloš Forman, Ján Kadár, Elmar Klos, Alfred Radok Radok, Emil Radok, Ján Roháč, Vladimír Svitácek et Karel Zeman
- Production : Josef Svoboda
- Musique : Jan F. Fischer, Jiří Šlitr, Zdeněk Liška, Anton Dvořák
- Opérateurs : Vladimir Novotny, Jaroslav Kučera
- Format : Noir et blanc, monophonique
- Année de réalisation : 1958
- Nationalité : Tchécoslovaquie
- Durée :
- Genre : Film documentaire

## Distribution
- Irena Kacirkova
- Sylvie Danickova
- Marie Stankova
- Jaroslava Panyrkova